# Stizocera asyka
Stizocera asyka är en skalbaggsart som beskrevs av Maria Helena M. Galileo och Martins 2004. Stizocera asyka ingår i släktet Stizocera och familjen långhorningar.
Artens utbredningsområde är Paraguay. Inga underarter finns listade i Catalogue of Life.